# مطار دورتموند
مطار دورتموند (إياتا: DTM، إيكاو: EDLW) هو مطار دولي صغير يقع على بعد 10 كيلومترات (6.2 ميل) شرق دورتموند، شمال الراين وستفاليا، ويستخدم بشكل أساسي للرحلات الجوية العارضة منخفضة التكلفة. في عام 2020، خدم المطار 1,220,624 راكبًا. أقرب مطار دولي رئيسي هو مطار دوسلدورف تقريبًا جنوب غرب 70 كم (43 ميل) من هذا المطار.

## شركات الطيران والوجهات
تقدم شركات الطيران التالية رحلات إلى مطار دورتموند:
| شركـات طيـران | الوجهات |
| ------------- | --- |
| يورو وينجز    | مطار ميونخ الدولي، مطار ميورقة موسمي: مطار أليكانتي، مطار كاتانيا-فونتاناروسا، Heraklion، Kavala، مطار مالقة الدولي، Rhodes، مطار سبليت، Thessaloniki |
| رايان إير     | مطار كاتوفيتشي، مطار كراكوف، مطار لندن ستانستد، مطار ميورقة، مطار بورتو الدولي، Thessaloniki موسمي: مطار مالقة الدولي |
| صن إكسبريس    | مطار عدنان مندريس موسمي: مطار أنطاليا، Zonguldak |
| Trade Air     | موسمي عارض: مطار بريشتينا الدولي |
| ويز للطيران   | Banja Luka ‏، مطار نيكولا تسلا في بلغراد، Brașov (تبدأ في 2 سبتمبر 2023)، مطار هنري كواندا الدولي، مطار بودابست فرانز ليست الدولي، مطار كلوج نابوكا الدولي، مطار غدانسك ليخ فاونسا، مطار ياش الدولي، مطار كاتوفيتشي، Kutaisi، مطار قسطنطين الأكبر في نيش، Ohrid، Olsztyn-Mazury، مطار بودغوريتسا الدولي، مطار بريشتينا الدولي، مطار ليوناردو دا فينشي، مطار سيبيو الدولي، مطار سكوبية الدولي، مطار صوفيا، مطار سوسيفا، Târgu Mureș ‏، مطار ترايان فويا الدولي، مطار تيرانا الدولي، Tuzla، Varna، مطار فيلنيوس، مطار فروتسواف، مطار يريفان الدولي |

## الإحصائيات

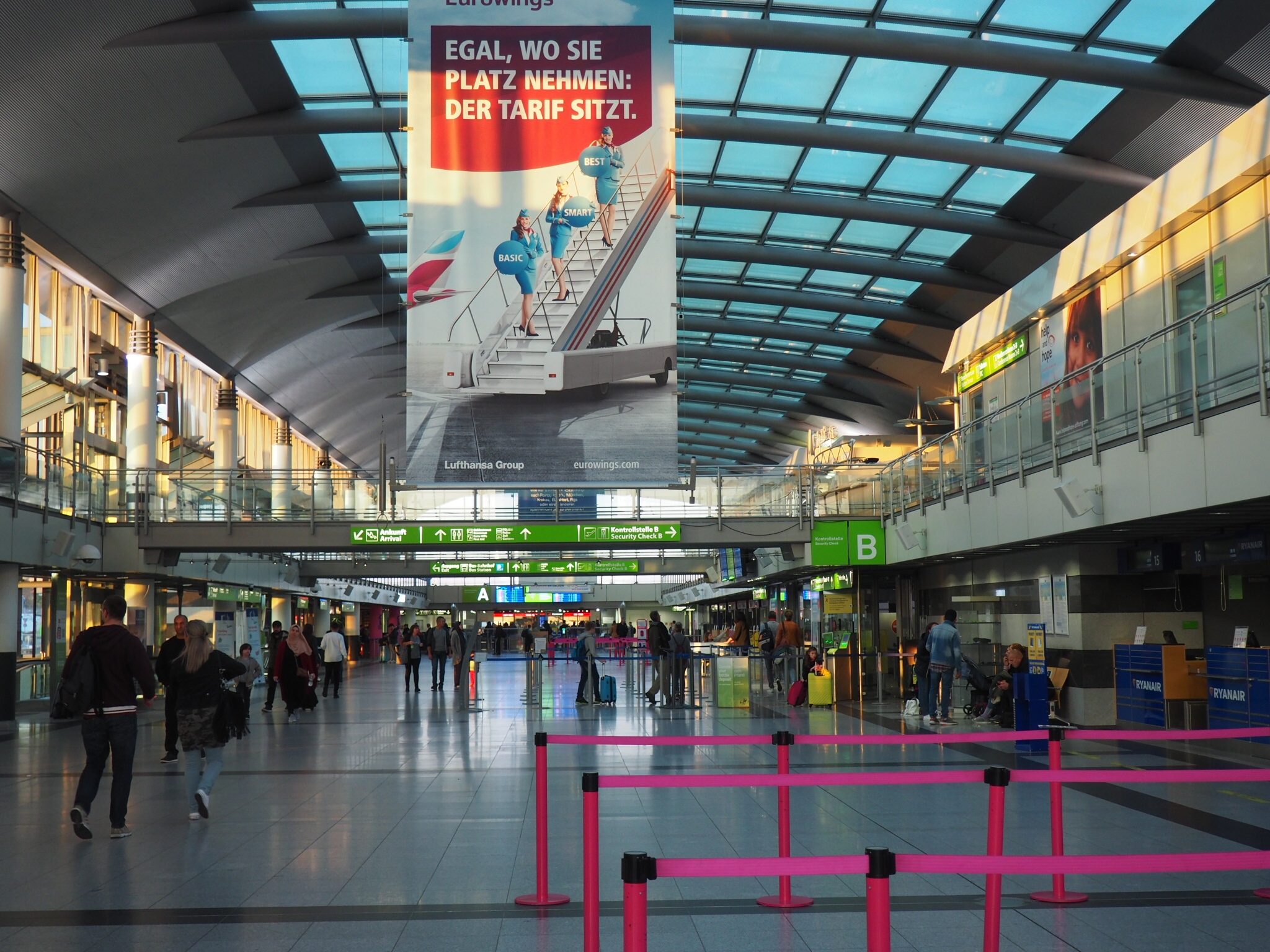
صالة تسجيل الوصول الرئيسية

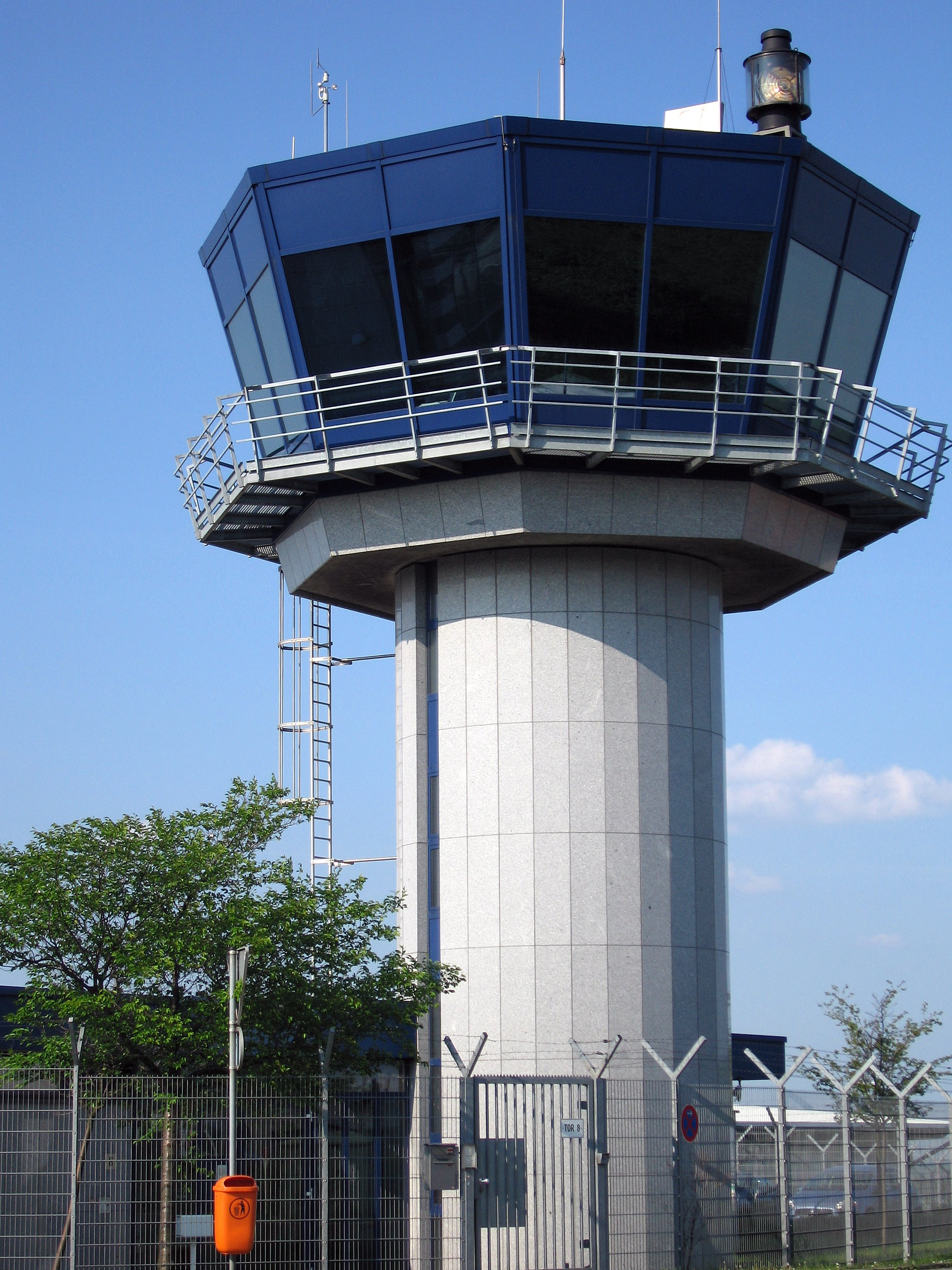
برج المراقبة

شاهد source Wikidata query and sources.
|                                                                        | الركاب      | التغير   | الشحن (طن متري) |
| ---------------------------------------------------------------------- | ----------- | -------- | --------------- |
| 2001                                                                   | 1,064,149   | 37,393   | 257             |
| 2002                                                                   | ▼ 0994,478  | ▼ 33,812 | ▲ 289           |
| 2003                                                                   | ▲ 1,023,329 | ▼ 29,788 | ▼ 096           |
| 2004                                                                   | ▲ 1,179,028 | ▼ 25,743 | ▼ 075           |
| 2005                                                                   | ▲ 1,742,911 | ▲ 30,672 | ▼ 058           |
| 2006                                                                   | ▲ 2,019,651 | ▲ 32,785 | ▼ 037           |
| 2007                                                                   | ▲ 2,155,057 | ▼ 32,223 | ▲ 040           |
| 2008                                                                   | ▲ 2,329,440 | ▼ 29,555 | ▼ 035           |
| 2009                                                                   | ▼ 1,711,157 | ▼ 24,043 | ▼ 021           |
| 2010                                                                   | ▲ 1,747,731 | ▲ 24,232 | ▲ 033           |
| 2011                                                                   | ▲ 1,814,246 | ▲ 26,391 | ▼ 026           |
| 2012                                                                   | ▲ 1,896,885 | ▼ 22,634 | ▼ 04            |
| 2013                                                                   | ▲ 1,924,386 | ▲ 23,809 | ▼ 02            |
| 2014                                                                   | ▲ 1,964,625 | ▼ 22,202 | ▼ 0             |
| 2015                                                                   | ▲ 1,985,379 | ▲ 23,616 | 0               |
| 2016                                                                   | ▼ 1,918,845 | ▼ 21,719 | 0               |
| 2017                                                                   | ▲ 2,000,695 | ▲ 21,931 | 0               |
| 2018                                                                   | ▲ 2,284,202 | ▲ 25,523 | 0               |
| 2019                                                                   | ▲ 2,719,566 | ▲ 26,948 | 0               |
| 2020                                                                   | ▼ 1,220,624 | ▼ 18,983 | ▲ 04            |
| 2021                                                                   | ▲ 1,692,960 | ▲ 31,039 | ▼ 0             |
| 2022                                                                   | ▲ 2,586,238 | ▲ 36,258 | 0               |
| Source: ADV German Airports Association Dortmund Airport press release |             |          |                 |